# Vergleichsoperator
Ein Vergleichsoperator (auch relationaler Operator) ist ein zweistelliger logischer Operator, also ein Operator, der auf zwei Argumente angewendet wird und einen Wahrheitswert liefert. Vergleichsoperatoren werden vor allem in mathematischen Gleichungen bzw. Ungleichungen und in logischen Ausdrücken von Programmiersprachen verwendet und meist durch Vergleichszeichen dargestellt.
In Programmiersprachen werden Vergleichsoperatoren meist in Schleifen und Bedingungen verwendet. Nach einem Vergleich folgt in der Regel eine Programmverzweigung.
|                        | Operator      | Operator             | Operator              | Operator  | Operator  | Operator   | Operator        | Operator |
| größer als n           | kleiner als n | größer oder gleich n | kleiner oder gleich n | gleich    | ungleich  | identisch  | nicht identisch |          |
| mathematisches Zeichen | >             | <                    | ≥                     | ≤         | =         | ≠          | ≡ v             | ≢        |
| ---------------------- | ------------- | -------------------- | --------------------- | --------- | --------- | ---------- | --------------- | -------- |
| APL                    | >             | <                    | ≥                     | ≤         | =         | ≠          | ≡               | ≢        |
| Fortran                | .GT. , >      | .LT. , <             | .GE. , >=             | .LE. , <= | .EQ. , == | .NE. , /=  | n. v.           | n. v.    |
| Pascal, SQL, BASIC     | >             | <                    | >=                    | <=        | =         | <>         | n. v.           | n. v.    |
| C, C++, C#, Perl       | >             | <                    | >=                    | <=        | ==        | !=         | n. v.           | n. v.    |
| Java                   | >             | <                    | >=                    | <=        | == w      | != w       | == r            | != r     |
| JavaScript             | >             | <                    | >=                    | <=        | ==        | !=         | === t           | !== t    |
| PHP, Raku              | >             | <                    | >=                    | <=        | ==        | !=, <>     | === t           | !== t    |
| Python                 | >             | <                    | >=                    | <=        | ==        | !=, <>     | is o            | is not o |
| Lua                    | >             | <                    | >=                    | <=        | ==        | ~=         | n. v.           | n. v.    |
| REXX, ooRexx           | >             | <                    | >=                    | <=        | = n       | ¬=, \=, <> | == s            | ¬==, \== |
| Modula, Oberon         | >             | <                    | >=                    | <=        | =         | #, <>      | n. v.           | n. v.    |
| Shell (test)           | -gt           | -lt                  | -ge                   | -le       | -eq n     | -ne n      | = s             | != s     |